# کوه‌های بایکال
۵۴°۰۰′ شمالی ۱۰۸°۰۰′ شرقی / ۵۴٫۰۰۰°شمالی ۱۰۸٫۰۰۰°شرقی
کوه‌های بایکال (روسی: Байкальский хребет) رشته‌کوهی است که با شیب زیاد در ساحل شمال غربی دریاچه بایکال در جنوب سیبری سر برافراشته است. کوه‌های بایکال و بخش شرقی کوه‌های سایان، فلات سیبری مرکزی را از جنوب محدود می‌سازند.
کوه‌های سیبری سرچشمه رود لنا به‌شمار می‌رود. کوه‌های پیرامون دریاچه بایکال دارای جنگلی متراکم از توسکای خاکستری، توس کرکی، سیاه‌کاج سیبری، نراد سیبری و کاج اسکاتلندی است.
بلندترین قله این کوه‌ها، کوه چرسکی (۲٬۵۷۲ متر) است که به نام جان چرسکی کاشف لهستانی نام‌گذاری شده است